# Endoderm
Endodermen er et cellelag i embryoet i den tidlige fosterudvikling. Det giver ophav til tarmsystemet.
Endodermen dannes i den tredje føtale uge, som første lag i den trilaminære kimskive. Den trilaminære kimskive består af 3 cellelag, endoderm, mesoderm og ectoderm, der hver giver ophav til forskellige kropsdele i fosteret og det voksne individ.
Endoderme dannes ved at epiblastceller (tidlige cellelag i fostret) migrerer ned igennem primitivfuren (kløft caudalt i det tidlige embryo). Når de er kommet ned igennem furen, vil de fortrænge hypoblastecellerne, der sammen med epiblastcellerne tidligere har dannet den bilaminære kimskive siden dag 8. Epiblastcellerne vil lægge sig, hvor hypoblastcellerne tidligere lå, og danne endodermen.